# 氟骨症
氟骨症（英語：Skeletal fluorosis）是一種因為身體從食水或食物攝取了過高濃度的氟化物而引起的骨骼病症。患上這種症狀的病人會因為氟在骨骼上沉積而出現關節疼痛、腰痠背痛、四肢彎曲無法伸直等等徵狀，嚴重甚至有可能會因為骨胳及關節受到破壞而引致癱瘓。

## 成因
氟骨症最普遍的成因，是因為工人在工作場所吸入含有氟化物的微塵或煙霧。這在一些依賴燒煤作主要燃料的地方，例如中國大陸，氟化物會透過煤的燃燒而在工作場所散佈。若燒煤的地方在室內，而且通風不太好，都會令空氣中的氟化物增加。除此以外，就以在飲用水或其他飲料中吸收過量氟化物最為普遍，特別是含氟量較高的茶磚沖泡出來的茶為甚。
在印度，最常見的氟骨症成因是由於來自深鑽井的水含氟量過高。在印度，超過一半的地下水源的含氟量高於建議的攝取量。

## 流行病學
根據聯合國兒童基金會（UNICEF）的數字，氟骨症最起碼在25個國家已經成為了風土病，涉及上千萬的患者，當中以孟加拉、印度、中國大陸及越南最為嚴重。西藏人喝奶茶為了加重口感，常挖了溫泉區的白土加入茶里，喝多了易罹患氟骨症。
據世界衛生組織最近估計，在中國大陸受氟骨症嚴重影響的人口，約有270萬人。在印度，有20個州已被確定為氟骨症的流行地區，估計有6千萬人受到影響，並使600萬人患病；結果更可能令當中約60萬名病患神經紊亂。即使在先進國家行列的美國，雖然具體有關氟骨症的病徵未有出現過，亦有約12例氟骨症的報告。

## 氟骨症的階段
肌腱快速鈣化是氟骨症的特徵之一。此症狀有分為慢性和急性兩種：
- 慢性：通常往往會使牙齒變色、或是有斑點的樣子，時間久了也會有咳嗽的症狀產生，且也會造成骨質疏鬆、手腳彎曲、韌帶鈣化等。
- 急性：通常往往會造成鈣化非常快，嚴重甚至會癱瘓。

| 骨質硬化性的階段       | 氟濃度 (mgF/kg) | 病徵及徵狀                                                                                               |
| ---------------------- | --------------- | --- |
| 正常骨骼               | 500 到 1,000    | 正常 |
| 臨床前階段             | 3,500 到 5,500  | 無徵狀；只有透過放射診斷才能發現的骨量增加                                                               |
| 臨床一期               | 6,000 到 7,000  | 偶發性疼痛；關節變硬；盤骨及脊骨出現骨質硬化                                                             |
| 臨床二期               | 7,500 到 9,000  | 慢性關節痛；有關節炎病徵；韌帶輕微鈣化，增加骨硬化和鬆質骨；長骨或會出現骨質疏鬆                         |
| 臨床三期：癱瘓性氟骨症 | 8,400           | 只能作有限度的關節運動；頸脊柱韌帶鈣化；脊椎和主要關節出現癱瘓性畸形；肌肉萎縮；脊髓出現神經性損傷及壓縮 |

## 外部連結
- http://www.fx120.net/disease0/200904/407158.html （页面存档备份，存于）